# Rieppelia
Rieppelia (лат.) — вымерший род целакантообразных рыб из семейства латимериевых, обитавших в среднем триасе на территории, где сейчас расположена гора Сан-Джорджо в Швейцарии. Род включает единственный вид Rieppelia heinzfurreri.

## Этимология
Родовое название дано в честь доктора Оливьера Риеппеля, который первым сообщил о наличии таксона в составе ископаемой фауны Сан-Джорджо. Вид назван в честь доктора Хейнца Фуррера, внёсшего большой вклад в геологические и палеонтологические исследования Швейцарии, в особенности отложений триасового периода.

## Описание
Rieppelia — необычно короткий (30 см) и толстый целакант, напоминающий родственную Foreyia. В черепе и плавниках рыбы есть признаки, характерные для целакантов палеозоя, а также нефункциональный внутричерепной сустав. Зубы многочисленные, мелкие, заострённые и изогнутые.

## Палеоэкология
Rieppelia обитала в мелководных лагунах или бассейнах на западной окраине океана Палеотетис, где вместе с родственными родами составляла эндемичную фауну.

## Классификация
Rieppelia — близкий родственник триасовых латимериевых Foreyia и Ticinepomis, вместе они группируются в подсемейство Ticinepomiinae.